# Княгиня (метеорит)
Княгиня — каменный метеорит (хондрит, класс LL5), общим весом более 500 кг. Является крупнейшим найденным в Европе метеоритом в новейшей истории. При прохождении плотных слоёв атмосферы был виден в форме яркого болида над территорией современной Словакии, городами Липтовский Микулаш, Шариш, Земплин и Пряшевом. Преодолев около двухсот километров, около 17:00 9 июня 1866 года он взорвался на высоте 40 км над с. Княгиня (ныне — Закарпатская область, Украина), распавшись на более чем 1200 кусков, чем вызвал кратковременный метеоритный дождь. Осколками осыпало значительную площадь в радиусе до 5 км. Основная масса метеоритного тела (предположительно ядро), весом в 279766 граммов приземлилась в восьми километрах от с. Княгиня, на склоне горы Стенка (1078 м) в урочище Чёрные Млаки.
Через несколько дней этот осколок был найден жителем с. Княгиня Василием Крывьяныком (Василь Крив`яник), на глубине около 2 метров. При падении ядро распалось на две почти равные части, весом 141,8 и 137,9 кг, от последнего куска откололся ещё осколок весом 2350 граммов. Вскоре о находке узнал лесничий Великого Березного Антон Покорный. По его словам, он выкупил у Крывьяныка найденный метеорит «за два вола, которые тот сам выбрал». Впоследствии Покорный сам выгодно перепродал его Венскому императорскому музею (современный музей естественной истории), в котором метеорит и хранится до сих пор.
В декабре 2009 года в старых архивных документах раскрылись новые данные о Княгине, которые указывают на весомую роль этого метеорита в развитии гипотезы панспермии. Речь идёт о публикации в научном журнале «Science» (1881 год), в статье «Г-н Дарвин и открытие доктора Гана ископаемых организмов в метеорите», переписки между Чарльзом Дарвином и немецким геологом Отто Ганом (Otto Hahn — не путать с физиком Отто Ганом). В ней, в частности, немецкий учёный утверждал, что в ходе исследований метеоритных осколков Княгини им были обнаружены частицы внеземных кораллов, паразитов и растений. Данные были проверены и полностью подтверждены известным зоологом Вейнлендлером. Вся информация об исследованиях опубликована автором в книге «Die Meteorite (chondrite) und ihre Organismen», (1880 год). Заинтересованный историями о крупнейшем в Европе метеорите, на месте падения в 1892 году побывал Жюль Верн.
Закарпатской телекомпанией «М-Студио» снят документальный фильм о метеоритах края и, в частности, о метеорите Княгиня. Поиск осколков продолжается до сих пор, о недавней находке свидетельствует лот на интернет-аукционе жителя г. Берегова — кусок весом 164 грамма, ценой в 4500 долларов.